# Chiasmia goldiei
Chiasmia goldiei là một loài bướm đêm trong họ Geometridae.